# Julius Ritter
Pour les articles homonymes, voir Ritter.

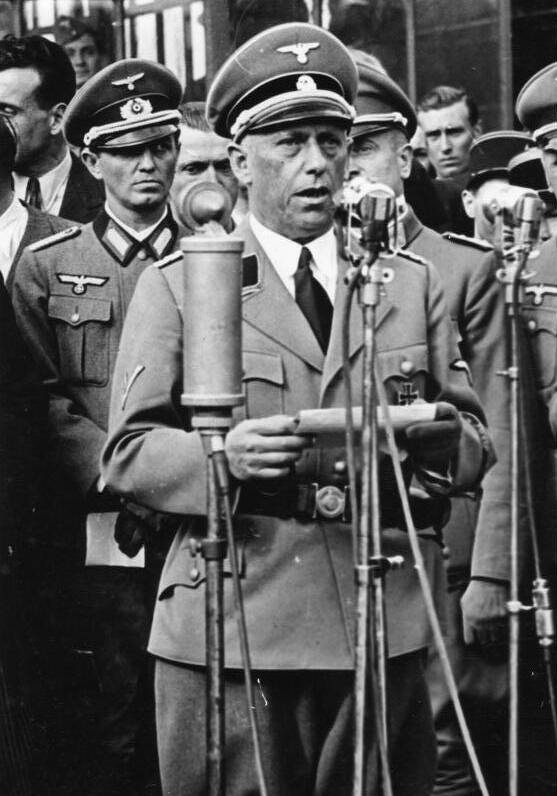
Julius Ritter lors d'un discours à Compiègne (cérémonie avec Pierre Laval pour l'accueil du premier convoi de prisonniers français libérés dans le cadre de la Relève) le 11 août 1942.

Julius Ritter, né le 25 juillet 1892 à Ahlstädt et mort assassiné le 28 septembre 1943 à Paris, est un colonel SS (Standartenführer) qui supervisait en France le Service du travail obligatoire (STO), qui envoyait des dizaines de milliers de travailleurs français en Allemagne pour y soutenir l'industrie nazie. Son chef à Berlin était Fritz Sauckel qui fut condamné à mort au procès de Nuremberg. Julius Ritter a été la cible d'une action meurtrière commise par des membres du mouvement Francs-tireurs et partisans - Main-d'œuvre immigrée le 28 septembre 1943 à Paris.

## Biographie
Julius Ritter adhère au parti nazi (NSDAP) et à la SS en 1931. En 1932, il devient docteur en droit, spécialisé en droit du travail, à l'Université d'Iéna.
Pendant l'occupation de la France par l'Allemagne, Julius Ritter, placé sous les ordres de Fritz Sauckel, est responsable du Service du travail obligatoire. Cela attira l'attention de la MOI, qui envoya Friederike Weizenbaum, une résistante membre du Travail allemand, branche germanophone de la MOI, pour obtenir sur Ritter des informations qui aideront les FTP-MOI à l'assassiner. 
Le 28 septembre 1943, vers 8 h 30, une équipe des FTP-MOI, composée de Marcel Rajman, Leo Kneler, Spartaco Fontanot et Celestino Alfonso, abat l'officier SS devant son domicile du 18 rue Pétrarque dans le 16e arrondissement de Paris.
Au moment où celui-ci monte dans sa voiture, Celestino Alfonso tire plusieurs coups de feu qui sont amortis par la vitre. Essayant de se dégager du côté opposé, Ritter se trouve en face de Marcel Rajman, qui l'achève de trois balles,.
Les coups fatals sont portés par le pistolet donné par Hans Heisel, Allemand du ministère de la Marine passé à la Résistance via l'organisation du Travail allemand,.
Dans Paris-Soir du 2 octobre 1943, la dénonciation en première page de cet « acte abominable » et les funérailles officielles en l'église de la Madeleine donnent plus d'éclat encore à l'opération. On y parle aussi de « lâche assassinat par des terroristes ». Le corps de la victime avait été placé dans une chapelle ardente à l'intérieur du musée de l'Orangerie. De chaque côté du cercueil, trois officiers allemands montaient la garde (photo Paris-Soir). L'événement eut un grand impact à Berlin et Heinrich Himmler ordonna à son représentant en France, Carl Oberg, de réprimer les « terroristes ». Les fusillades d'otages, qui avaient cessé depuis l'automne 1942, reprirent. Pour cet attentat, cinquante otages du camp de prisonniers du fort de Romainville ont été sélectionnés et fusillés le 2 octobre 1943 au Mont Valérien,, dont six résistants du Limousin : Armand Dutreix, du mouvement « Libération-Sud », François Perrin, Maurice Schmitt, du mouvement « Francs-Tireurs », Georges Leblanc commandant « l’Armée secrète » pour Limoges, André Boissière et Martial Brigouleix originaire de Tulle, ainsi que quatorze membres du réseau Alliance.